# Piraterie anglo-turque

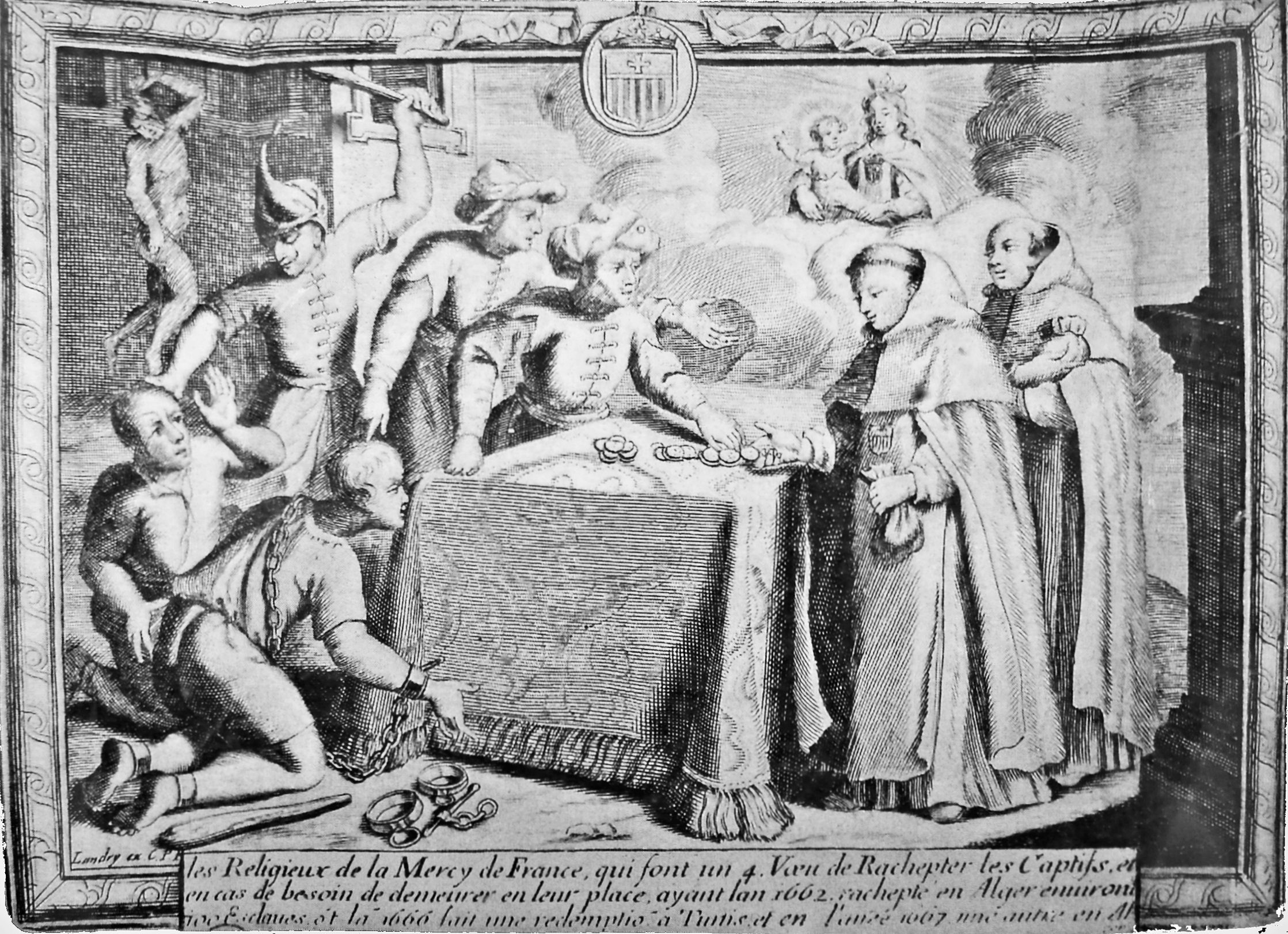
Rachat de captifs chrétiens par les moines catholiques dans les États barbaresques.

La piraterie anglo-turque, ou la piraterie anglo-barbaresque, fait référence à la collaboration entre les pirates barbaresques et les pirates anglais contre les navires catholiques au cours du XVIIe siècle,,.

## Collaboration anglo-turque
Les protestants et les musulmans "Turcs et Berbères", plus précisément les pirates et corsaires barbaresques, ont collaboré au XVIIe siècle, contre leur ennemi commun, l'Europe catholique. Cette collaboration doit être considérée dans le contexte des guerres de Religion, et la poursuite de la bataille mortelle entre le protestantisme et le catholicisme. À l'époque, l'Espagne, le Portugal, et la France, qui implantaient des politiques anti-protestantes, ont été la cible de cette collaboration anglo-musulmane. Il semble également que les corsaires anglais, qui avaient été actifs contre l'Espagne jusqu'en 1604, lorsque la paix a été signée avec l'Angleterre, étaient toujours enclins à continuer la lutte et les déprédations, bien que sous la protection d'un autre État, à l'embarras de la couronne anglaise.
L'activité dans les rangs des pirates et corsaires barbaresques était aussi une façon de trouver un emploi, après que le roi James I a officiellement proclamé la fin du corso en juin 1603. De plus, renoncer à être au service de l'Angleterre ainsi que renoncer à leur foi était souvent un moyen de réussite financière, car des fortunes pouvaient être faites en attaquant les navires catholiques. En 1610, la richesse des pirates renégats anglais était devenue si célèbre qu'elle devint l'objet de pièces de théâtre, et le roi offrait la grâce royale à ceux qui acceptaient de rentrer.

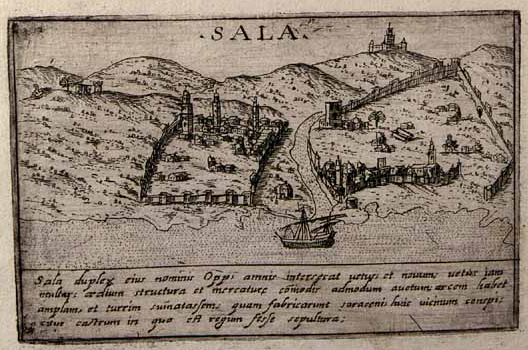
Salé a été l'une des bases pour la piraterie anglo-turque.

Avec les corsaires anglais, des Hollandais — qui partageaient les mêmes objectifs — ont participé à cette collaboration. Après l'attaque des navires catholiques, les prisonniers étaient emmenés à Alger, ou dans d'autres endroits de la côte des Barbaresques, pour être vendus comme esclaves.
Le nombre de pirates anglais est important ; Jack Ward, Henry Mainwaring, Robert Walsingham et Peter Easton ont été parmi les pirates anglais au service des Deys de la côte barbaresque. Certains des plus célèbres pirates néerlandais étaient Zymen Danseker, Salomon de Veenboer, et Jan Janszoon. Certains d'entre eux, tels que Jack Ward et Danseker, étaient des "renégats" qui avaient adopté l'Islam. Mainwaring attaquait les Espagnols de préférence, et affirmait qu'il évitait les navires anglais, mais en général, les navires de toutes nationalités semblent avoir été attaqués. Walsingham est connu pour avoir libéré des prisonniers turcs de galères chrétiennes, et pour avoir vendu des captifs chrétiens sur les marchés aux esclaves d'Afrique du Nord. Jan Janszoon, un renégat algérien d'origine néerlandaise a mené des raids lointains comme les enlèvements turcs en Islande pour vendre ses esclaves sur les côtes barbaresques.

Une lettre contemporaine, envoyée du Portugal vers l'Angleterre, fait état de : 

« L'infinité de marchandises, de bijoux et les trésors pris par nos pirates anglais quotidiennement aux chrétiens et transportés à Allarach, Alger et Tunis au grand enrichissement des Mores et des Turcs et à l'appauvrissement des chrétiens »

Au-delà de l'antagonisme religieux commun contre le catholicisme, les États barbaresques ont probablement offert des avantages économiques ainsi que la mobilité sociale aux pirates protestants, la barbarie étant un environnement très cosmopolite à cette époque.

## Réactions catholiques

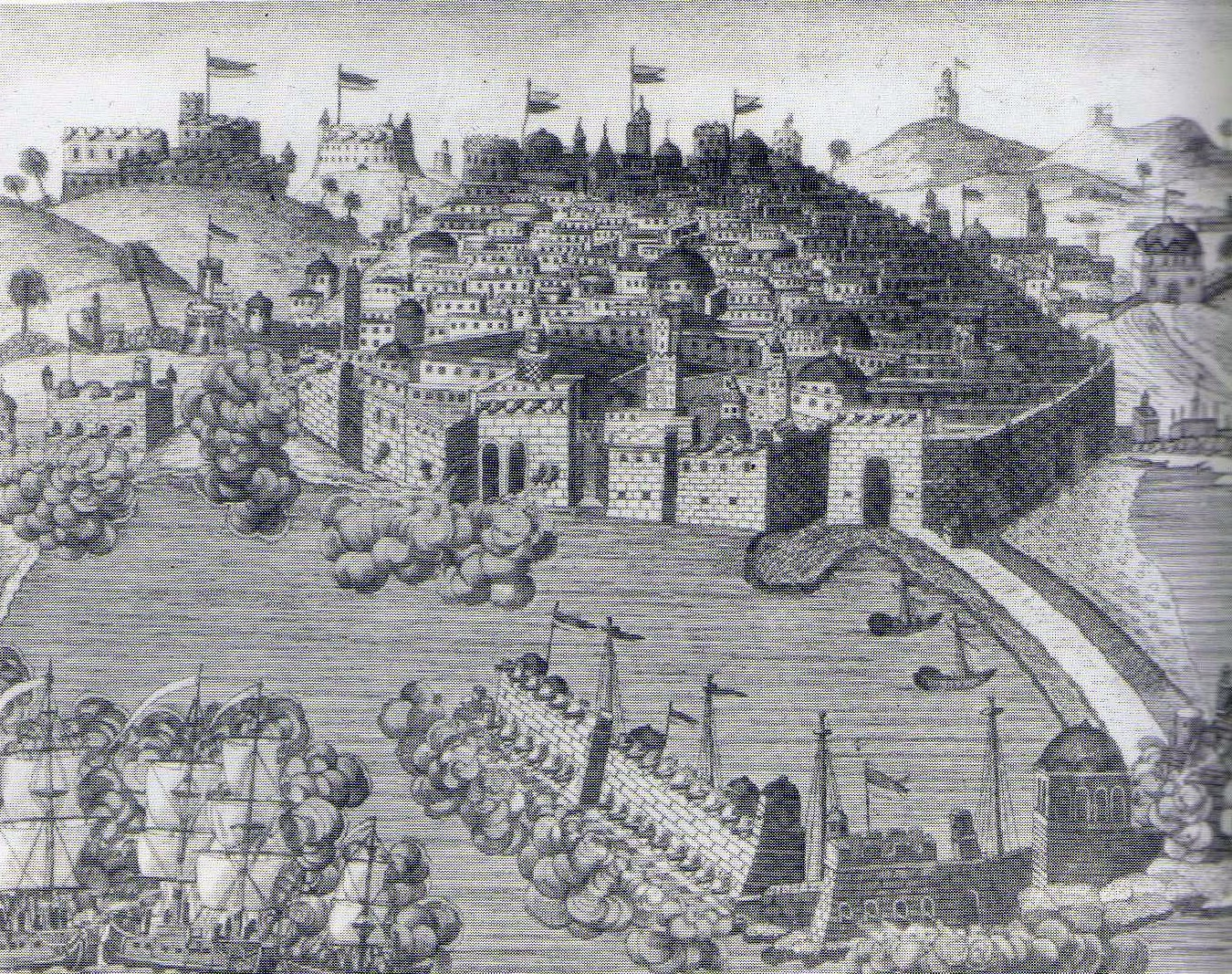
Bombardement d'Alger en 1682, par Abraham Duquesne.

La France, qui avait une tradition d'alliance avec l'Empire ottoman, a protesté formellement auprès du sultan Ottoman en 1607, se plaignant que les pirates anglais et néerlandais aient été autorisés à utiliser les ports d'Afrique du Nord comme bases pour attaquer la marine française. Pour la France, c'était clairement un complot contre le catholicisme, décrit à l'époque comme du "Turco-Calvinisme".
Afin de limiter ces actions, l'Espagne a fait une proclamation contre la piraterie et la course en 1615.
L'Angleterre a probablement eu une relation ambivalente avec la piraterie, même si elle s'est attaquée à Alger en 1621, afin de libérer les captifs chrétiens présents là bas.
En 1629, Louis XIII attaque Salé pour libérer 420 captifs français. Louis XIV, a plus tard, bombardé Alger en guise de représailles. Les ordres religieux catholiques, en particulier les Trinitaires et les Lazaristes sous Saint-Vincent-de-Paul, lui-même un ancien esclave, ont récolté des dons afin de rançonner et libérer les esclaves chrétiens. Il est estimé que les missionnaires ont libéré plus de 1 200 esclaves jusqu'à la mort de Saint Vincent de Paul en 1660, pour un total de 1 200 000 livres.